# 8e cérémonie des Oscars
La 8e cérémonie des Oscars du cinéma s'est déroulée le 5 mars 1936 à l'Hôtel Biltmore à Los Angeles (Californie).
La cérémonie est présentée par Frank Capra.

## Palmarès

### Oscar du meilleur film
- Les Révoltés du Bounty (Mutiny on the Bounty), produit par Metro-Goldwyn-Mayer
  - Désirs secrets (Alice Adams), produit par RKO Radio Pictures
  - Broadway Melody 1936, produit par Metro-Goldwyn-Mayer
  - Capitaine Blood (Captain Blood), produit par Cosmopolitan Productions
  - David Copperfield, produit par Metro-Goldwyn-Mayer
  - Le Mouchard (The Informer), produit par RKO Radio Pictures
  - Les Misérables, produit par 20th Century
  - Les Trois Lanciers du Bengale (The Lives of a Bengal Lancer), produit par Paramount
  - Le Songe d'une nuit d'été (A Midsummer Night's Dream), produit par Warner Bros.
  - La Fugue de Mariette (Naughty Marietta), produit par Metro-Goldwyn-Mayer
  - L'Extravagant Mr Ruggles (Ruggles of Red Gap), produit par Paramount
  - Le Danseur du dessus (Top Hat), produit par RKO Radio Pictures

### Oscar du meilleur réalisateur
- John Ford pour Le Mouchard (The Informer)
  - Michael Curtiz pour Capitaine Blood (Captain Blood)
  - Henry Hathaway pour Les Trois Lanciers du Bengale (The Lives of a Bengal Lancer)
  - Frank Lloyd pour Les Révoltés du Bounty (Mutiny on the Bounty)

### Oscar du meilleur acteur
Contre l'usage, le nombre de nominations pour l'Oscar du meilleur acteur est réduit à quatre, et celui pour l'Oscar de la meilleure actrice rehaussé à six, afin de prendre en compte davantage de performances jugées exceptionnelles chez les femmes.
- Victor McLaglen pour Le Mouchard (The Informer)
  - Clark Gable pour Les Révoltés du Bounty (Mutiny on the Bounty)
  - Charles Laughton pour Les Révoltés du Bounty (Mutiny on the Bounty)
  - Franchot Tone pour Les Révoltés du Bounty (Mutiny on the Bounty)

### Oscar de la meilleure actrice
- Bette Davis pour L'Intruse (Dangerous)
  - Elisabeth Bergner pour Tu m'appartiens (Escape Me Never)
  - Claudette Colbert pour Mondes privés (Private World)
  - Katharine Hepburn pour Désirs secrets (Alice Adams)
  - Miriam Hopkins pour Becky Sharp
  - Merle Oberon pour L'Ange des ténèbres (The Dark Angel)

### Oscar de la meilleure histoire originale
- Ben Hecht et Charles MacArthur pour Le Goujat (The Scoundrel)
  - Moss Hart pour Broadway Melody 1936
  - Don Hartman et Stephen Morehouse Avery pour Le Gai Mensonge (The Gay Deception)

### Oscar du meilleur scénario adapté
- Dudley Nichols pour Le Mouchard (The Informer)
  - Grover Jones et William Slavens McNutt pour Les Trois Lanciers du Bengale (The Lives of a Bengal Lancer)
  - Achmed Abdullah, John L. Balderston, Waldemar Young, Jules Furthman, Talbot Jennings, et Carey Wilson pour Les Révoltés du Bounty (Mutiny on the Bounty)
  - Casey Robinson pour Capitaine Blood (Captain Blood)

### Oscar du meilleur court métrage en prises de vues réelles(comédie)
- How to Sleep de Jack Shertok et MGM
  - Oh, My Nerves de Jules White et Columbia
  - Laurel et Hardy électriciens (Tit for Tat) d'Hal Roach et MGM

### Oscar du meilleur court métrage en prises de vues réelles(nouveauté)
- Wings Over Everest de Gaumont British et Skibo Productions
  - Audioscopiks de Pete Smith (en) et MGM
  - Camera Thrills d'Universal

### Oscar du meilleur court métrage d'animation
- Trois petits orphelins (Three Little Orphans) de Walt Disney
  - The Calico Dragon de Hugh Harman et Rudolf Ising
  - Qui a tué le rouge-gorge ? (Who Killed Cock Robin ?) de Walt Disney

### Oscar de la meilleure musique de film
- RKO Radio Studio Music Department pour Le Mouchard (The Informer)
  - Warner Bros. pour Capitaine Blood (Captain Blood)
  - MGM Studio Music Department pour Les Révoltés du Bounty (Mutiny on the Bounty)
  - Paramount Studio Music Department pour Peter Ibbetson

### Oscar de la meilleure chanson originale
- Lullaby of Broadway pour Chercheuses d'or de 1935 (Gold Diggers of 1935)
  - Cheek to Cheek pour Le Danseur du dessus (Top Hat)
  - Lovely to Look At pour Roberta

### Oscar des meilleurs décors
- Richard Day pour L'Ange des ténèbres (Dark Angel)
  - Hans Dreier et Roland Anderson pour Les Trois Lanciers du Bengale (The Lives of a Bengal Lancer)
  - Carroll Clark et Van Nest Polglase pour Le Danseur du dessus (Top Hat)

### Oscar de la meilleure photographie
- Hal Mohr pour Le Songe d'une nuit d'été (A Midsummer Night's Dream)
  - Ray June pour Ville sans loi (Barbary Coast)
  - Victor Milner pour Les Croisades (The Crusades)
  - Gregg Toland pour Les Misérables

### Oscar du meilleur mixage de son
- Douglas Shearer pour La Fugue de Mariette (Naughty Marietta)
  - Republic Studio Sound Department pour Mille Dollars à la minute
  - Gilbert Kurland pour La Fiancée de Frankenstein (Bride of Frankenstein)
  - Nathan Levinson pour Capitaine Blood (Captain Blood)
  - Thomas T. Moulton pour L'Ange des ténèbres (The Dark Angel)
  - Carl Dreher pour Griseries (I Dream Too Much)
  - Franklin B. Hansen pour Les Trois Lanciers du Bengale (The Lives of a Bengal Lancer)
  - John Livadary pour Aimez-moi toujours (Love Me Forever)
  - E. H. Hansen pour Thanks a Million

### Oscar du meilleur montage
- Ralph Dawson pour Le Songe d'une nuit d'été (A Midsummer Night's Dream) 
  - Robert J. Kern pour David Copperfield
  - George Hively pour Le Mouchard (The Informer)
  - Barbara McLean pour Les Misérables
  - Ellsworth Hoagland pour Les Trois Lanciers du Bengale (The Lives of a Bengal Lancer)
  - Margaret Booth pour Les Révoltés du Bounty (Mutiny on the Bounty)

### Oscar du meilleur assistant réalisateur
- Clem Beauchamp et Paul Wing pour Les Trois Lanciers du Bengale (The Lives of a Bengal Lancer)
  - Joseph Newman pour David Copperfield
  - Eric G. Stacey pour Les Misérables
  - Sherry Shourds pour Le Songe d'une nuit d'été (A Midsummer Night's Dream')

### Oscar de la meilleure chorégraphie
- Dave Gould pour Broadway Melody 1936
  - Bobby Connolly pour Broadway Hostess
  - Busby Berkeley pour Chercheuses d'or de 1935 (Gold Diggers of 1935)
  - Sammy Lee pour King of Burlesque
  - Benjamin Zemach pour La Source de feu (She)
  - Hermes Pan pour Le Danseur du dessus (Top Hat)

## Oscar d'honneur
- D.W. Griffith

## Statistiques

### Nominations multiples
- 8 nominations : Les Révoltés du Bounty
- 7 nominations : Les Trois Lanciers du Bengale
- 5 nominations : Le Mouchard

### Récompenses multiples
- 4 Oscars : Le Mouchard
- 2 Oscars : Le Songe d'une nuit d'été